# Abadia de Brecht
A Abadia de Brecht, também conhecida como Abadia de Nossa Senhora de Nazaré, é uma abadia de freiras trapistas localizadas em Brecht, na região de Campine, na província de Antuérpia (Flandres, Bélgica). A vida na abadia é caracterizada pela oração, leitura e trabalho manual, os três elementos básicos da vida trapista.

## História antiga
Em 1236, o mosteiro de Nossa Senhora de Nazaré em Lier (Ducado de Brabante) foi aceito na Ordem Cisterciense. Beata Beatriz de Nazaré (1200-1268) foi sua primeira prioresa.
Durante cinco séculos, a abadia floresceu, até 1797, quando foi fechada após a Revolução Francesa, quando o Exército Revolucionário Francês ocupou a Holanda austríaca. A abadia não se recuperou do fechamento mesmo após a Revolução Belga em 1830, quando a Bélgica conquistou a independência do Reino Unido da Holanda.

## História moderna
No início do século XX, várias tentativas foram feitas para restabelecer a abadia em diferentes locais. Durante a Segunda Guerra Mundial, em 1943, Henri van Ostayen era a favor de localizar a nova abadia em Brecht, da qual ele era burgomestre, mas foi morto em Antuérpia por uma bomba voadora V-1 antes do final da guerra. Sua proposta, no entanto, foi aceita por Dom Robertus (Edward Jozef Modest) Eyckmans, abade da próxima abadia trapista Westmalle. Ele conseguiu o acordo da Soleilmont Abbey para fornecer as 12 freiras necessárias para estabelecer uma nova fundação. Em 12 de outubro de 1945, foi estabelecida a organização para a fundação de uma nova abadia, e em 1946 foram adquiridos cerca de 16 hectares de terra em Brecht para o novo edifício, pois o antigo local em Lier não estava mais disponível. Os monges da Abadia de Westmalle prepararam o local do mosteiro das freiras, que estava pronto no final de 1949.
Treze freiras Trappistine deixaram Soleilmont e seguiram para Brecht em 23 de junho de 1950: Abade Agnes Swevers com as Irmãs Lucia Delaere, Heleen Steylaers, Humbelina Roelandts, Idesbalda van Soest, Lutgard Smeets, Maria Marlier, Petra Belet, Juliana Rutten, Harlindken Gerits, Roberta Koe, Roberta Koe Alberica Hauchecorne e o novato Roza van den Bosch. O mosteiro foi formalmente aberto em 25 de junho de 1950 e, em 3 de fevereiro de 1951, foi elevado ao status de abadia independente. A igreja foi dedicada em 22 de outubro de 1954.
A Abadia de Brecht fundou a Our Lady of the Redwoods Abbey em 1962 em Whitethorn, Califórnia, Estados Unidos, e em 1970 o Priorado de Nossa Senhora de Klaarland em Bocholt, Bélgica.

## Produtos
As freiras da abadia produzem vários produtos com o selo da Associação Internacional dos Trapistas, como cosméticos, produtos de limpeza, objetos litúrgicos, além de banners e bandeiras artesanais.